# Catada mediobrunnea
Catada mediobrunnea là một loài bướm đêm trong họ Erebidae.